# Up Where We Belong
Up Where We Belong est une chanson écrite par Will Jennings, composée par Buffy Sainte-Marie et Jack Nitzsche, interprétée en duo par Joe Cocker et Jennifer Warnes, qui fait partie de la bande originale du film Officier et Gentleman (avec Richard Gere) réalisé par Taylor Hackford et sorti en 1982 au cinéma.
La chanson obtient un important succès avec sa sortie en single, se classant en tête des ventes aux États-Unis et au Canada, 7e dans les charts britanniques, et dans les 5 premiers de plusieurs pays en Europe et en Océanie,,.
En face b du single figure Sweet Little Woman, un morceau chanté par Joe Cocker en solo qui n'apparaît pas dans la bande originale du film mais sur son album Sheffield Steel.
Up Where We Belong a aussi reçu plusieurs distinctions, notamment le Grammy Award de la meilleure prestation pop d'un duo ou groupe avec chant, le Golden Globe de la meilleure chanson originale et l'Oscar de la meilleure chanson originale en 1983.
Buffy Sainte-Marie, co-compositrice de la chanson, l'a enregistrée en 1996 sur son album Up Where We Belong.

## Classements et certifications
| Classement (1982-1983)                 | Meilleure position |
| -------------------------------------- | ------------------ |
| Allemagne (Media Control AG)           | 6                  |
| Australie (Kent Music Report)          | 1                  |
| Autriche (Ö3 Austria Top 40)           | 14                 |
| Belgique (Flandre Ultratop 50 Singles) | 32                 |
| Canada (RPM)                           | 1                  |
| Canada (RPM Adult Contemporary)        | 2                  |
| Espagne (AFYVE)                        | 2                  |
| États-Unis (Billboard Hot 100)         | 1                  |
| Finlande (Suomen virallinen lista)     | 13                 |
| France (IFOP)                          | 44                 |
| Irlande (IRMA)                         | 3                  |
| Norvège (VG-lista)                     | 3                  |
| Nouvelle-Zélande (RMNZ)                | 3                  |
| Royaume-Uni (Official Charts Company)  | 7                  |
| Suède (Sverigetopplistan)              | 3                  |
| Suisse (Schweizer Hitparade)           | 7                  |

| Pays                  | Certification | Date             | Ventes    |
| --------------------- | ------------- | ---------------- | --------- |
| Canada (Music Canada) | Or            | 1er avril 1983   | 5 000     |
| États-Unis (RIAA)     | Platine       | 17 janvier 1989  | 1 000 000 |
| Royaume-Uni (BPI)     | Argent        | 1er février 1983 | 250 000   |